# مایک پنس
مایکل ریچارد مایک پنس (انگلیسی: Michael Richard Mike Pence؛ زادهٔ ۷ ژوئن ۱۹۵۹) وکیل، سیاست‌مدار و مدیر ارشد اجرایی آمریکایی است که از سال ۲۰۱۷ تا ۲۰۲۱ تحت ریاست‌جمهوری دونالد ترامپ به عنوان چهل و هشتمین معاون رئیس‌جمهور ایالات متحده آمریکا فعالیت می‌کرد. او پیشتر از سال ۲۰۱۳ تا ۲۰۱۷ به عنوان ۵۰مین فرماندار ایندیانا مشغول به کار بود. پنس که به عنوان یکی از اعضای حزب جمهوری‌خواه در تاریخ ۱۴ ژانویهٔ ۲۰۱۳ میلادی به عنوان فرماندار شروع به کار کرد، پیشتر از سال ۲۰۰۱ تا ۲۰۱۳ حوزه انتخابیه ششم ایندیانا  را در مجلس نمایندگان ایالات متحده آمریکا نمایندگی می‌کرد و از سال ۲۰۰۹ تا ۲۰۱۱ رئیس کنفرانس جمهوری‌خواهان مجلس نمایندگان آمریکا بود. پنس، محافظه‌کار و از هواداران قدیمی جنبش تی پارتی است.

## زندگی، تحصیلات و خانواده

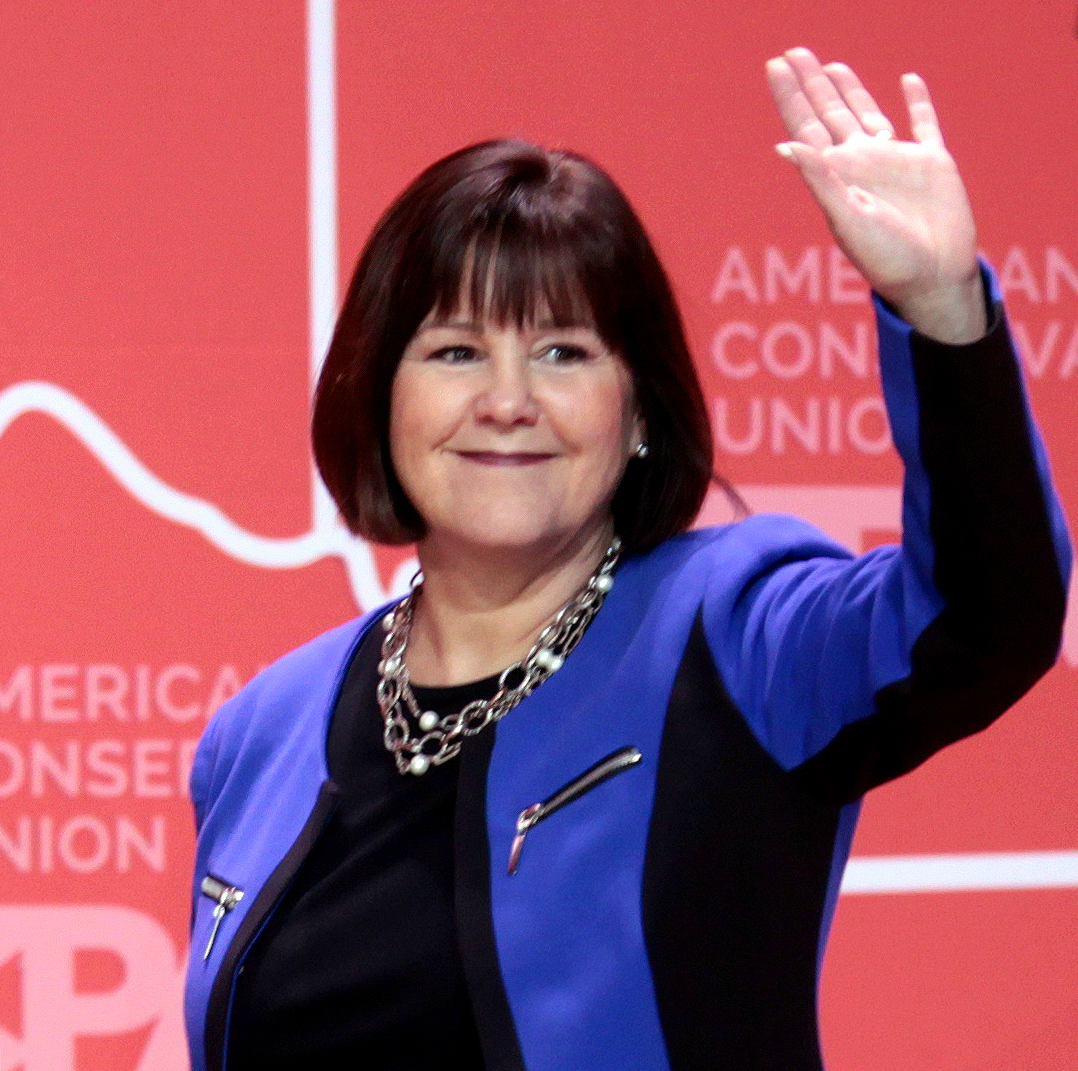
کرن پنس، همسر مایک پنس

پنس در کلمبوس، ایندیانا متولد شده است. او یکی از شش فرزند ننسی جین و ادوار جی. پنس است. شغل این دو اداره کردن زنجیره‌ای از پمپ بنزین‌ها بود. خانواده او ایرلندی‌های کاتولیک دمکرات بودند. نام پدربزرگش ریچارد مایکل کالی، راننده اتوبوس شیکاگویی را بر او نهادند که از طریق جزیره ایلیس از ایرلند به آمریکا آمده بود. او در سال ۱۹۷۷ از دبیرستان شمال کلمبوس فارغ‌التحصیل شد. پنس لیسانس تاریخ را در سال ۱۹۸۱ از کالج هانوور و جی دی را در سال ۱۹۸۶ از مدرسه رابرت مک کینی حقوق دانشگاه ایندیانا دریافت کرد.
پنس از فارغ‌التحصیلی از مدرسه حقوق به عنوان وکیل فعالیت داشت. پس از تلاش ناموفق برای انتخاب به نمایندگی مجلس، رئیس یک اندیشکدهٔ بازار آزاد در ایندیانا شد. در سال ۱۹۹۴ آن مؤسسه را ترک کرد و میزبان یک برنامه گفتگومحور رادیویی مستقر در ایندیانا شد.
پنس و همسرش کِرِن سه فرزند به نام‌های مایکل، شارلت و آدری دارند. او خود را یک مسیحی می‌داند.

## مجلس نمایندگان آمریکا
در سال ۲۰۰۰ پنس از حوزه انتخابیه دوم ایندیانا به نمایندگی مجلس نمایندگان آمریکا برگزیده شد. در سال ۲۰۰۶ او برای رهبری حزب جمهوریخواه در مجلس نمایندگان تلاش کرد که رقابت را به جان بینر از اهایو واگذار کرد. در سال ۲۰۰۹ به ریاست کنفرانس جمهوریخواه مجلس نمایندگان که سومین مقام عالی‌رتبه رهبری فراکسیون این حزب در مجلس است برگزیده شد.

## فرماندار ایندیانا
در سال ۲۰۱۲ میچ دنیلز فرماندار وقت ایندیانا به دلیل محدودیت دوره‌ها قادر به شرکت مجدد در انتخابات فرمانداری نبود. پنس با اعلام کاندیداتوری در سال ۲۰۱۳ بر جان گرگ نامزد دمکرات و روپرت بونهم نامزد لیبرترین غلبه کرد و به فرمانداری ایندیانا برگزیده شد

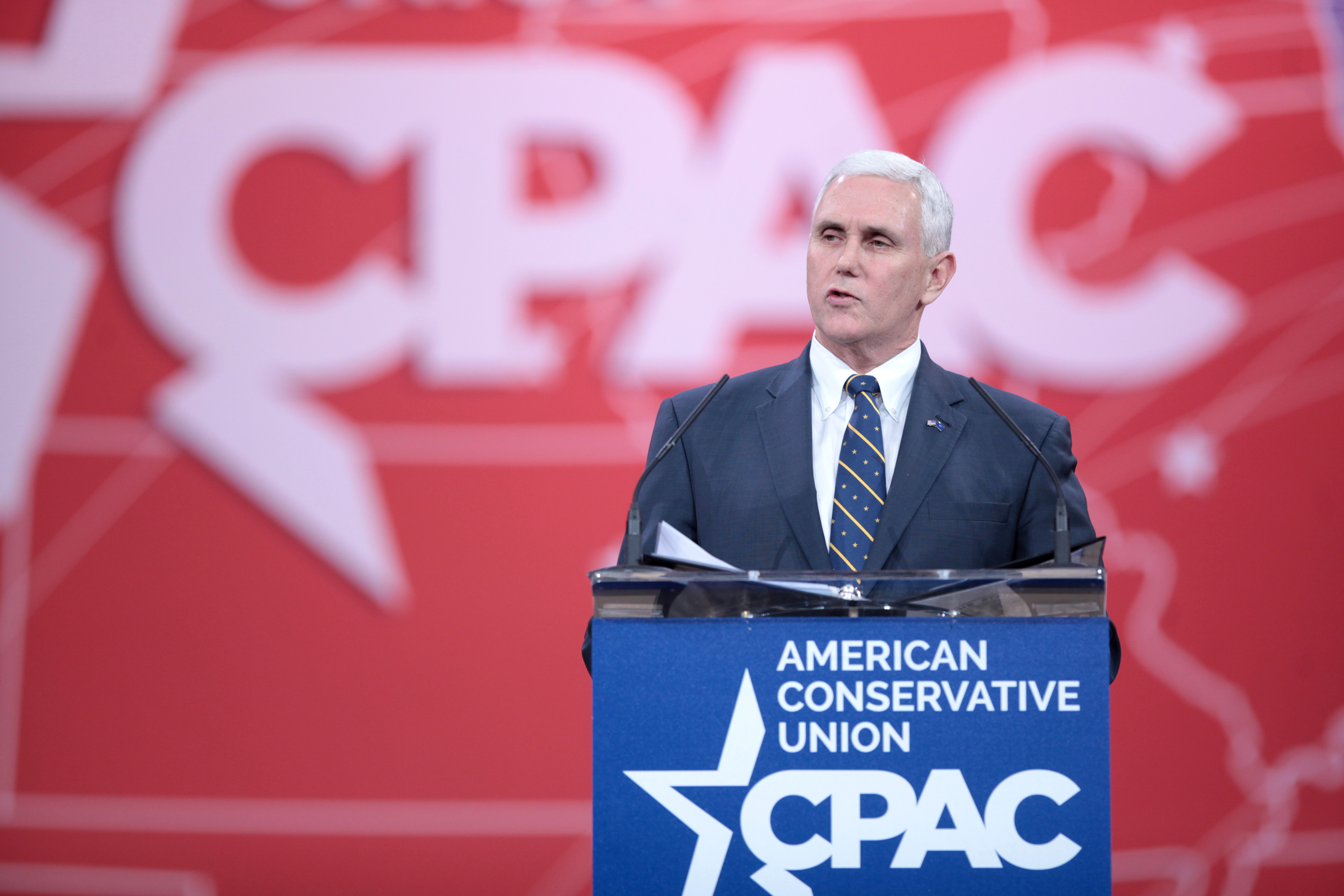
فرماندار پنس در حال سخنرانی در کنفرانس اقدام کنش محافظه کار ۲۰۱۵

### ۲۰۱۳–۱۴
پنس با اصلاح مالیاتی، ۱۰٪ کاهش مالیات بر درآمد را اولویت سال ۲۰۱۳ داد. در عمل قانونگذاران این ایالت ۵٪ مالیات بر درآمد را کم کردند و مالیات بر ارث را حذف کردند. به گفته رئیس مجلس ایندیانا در پی این توافق ۱٫۱ میلیارد دلار از مالیات‌های این ایالت کاسته شد که بیشترین کاهش مالیات در تاریخ این ایالت بوده است.

### ۲۰۱۵

#### جاست‌این

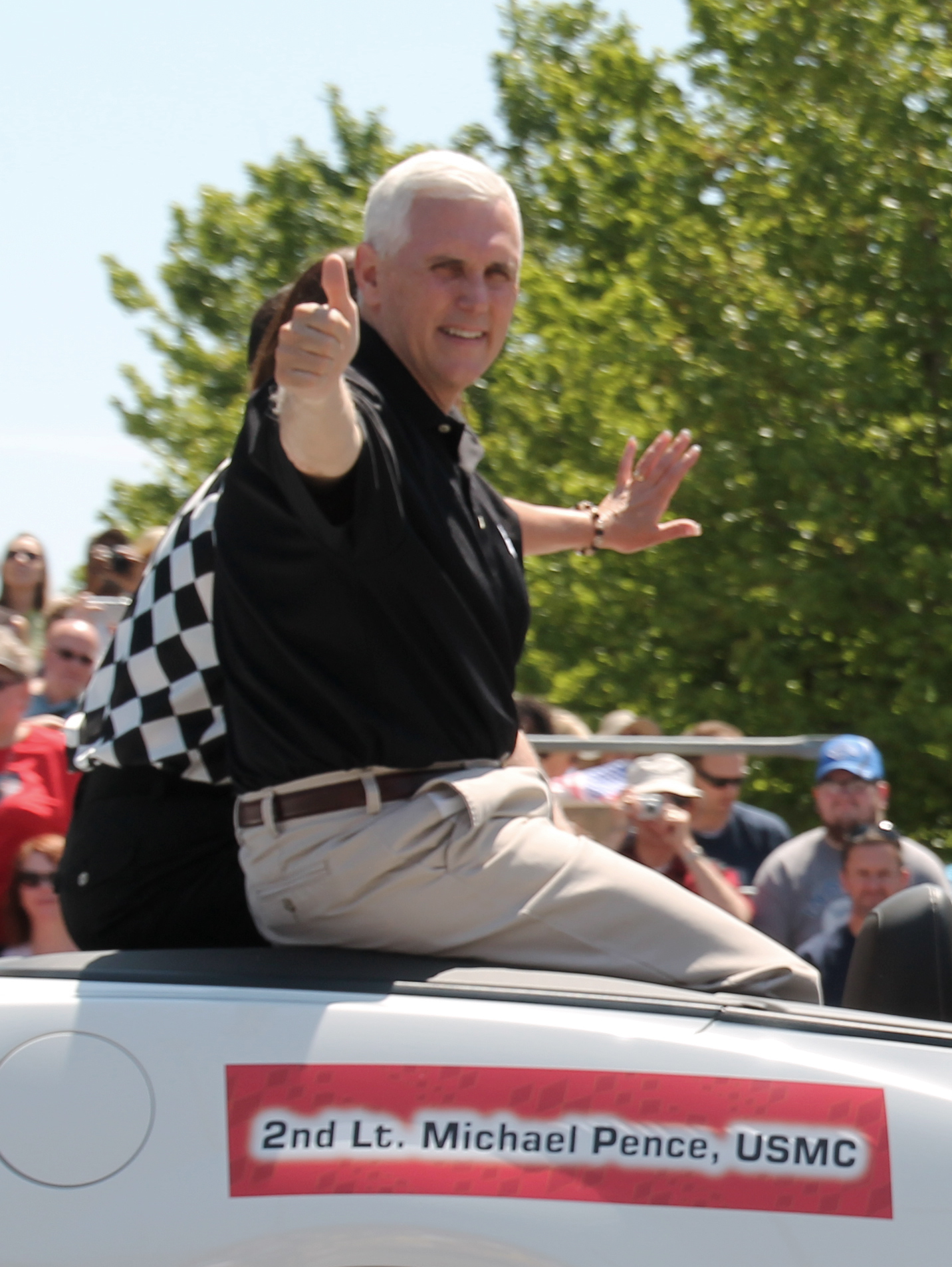
مایک پنس در رژه‌ای در ایندیاناپولیس، ۲۰۱۵

در ژانویه ۲۰۱۵ به‌طور گسترده خبر برنامه پنس برای راه اندازی یک سرویس خبری دولتی برای ایندیانا به خرج مالیات دهندگان منتشر شد. این سرویس که «جاست‌این» خوانده می‌شد قرار بود اخبار فوری و گزارش‌های نوشته شده توسط دبیران مطبوعاتی را منتشر کند. گزارش شده بود دو کارمند که مجموعاً قرار بود ۱۰۰۰۰۰ دلار در سال حقوق بگیرند این سرویس را اداره کنند. این ایده با مخالفت روزنامه‌های کوچک ایندیانا و رسانه‌های سرتاسری مواجه شد. تصور این که مسئولان انتخابی مطالبی را ارائه کنند که به‌طور اجتناب ناپذیری دیدگاه حامی دولت داشته باشد به عقیده ناشر پرتلند کامرشال ریویو مغایر ایده مطبوعات مستقل تلقی شد. بسیاری این سرویس را رسانه‌های دولتی چین، روسیه و کره شمالی مقایسه کردند. گمانه زنی می‌شد که این سرویس خبری اخبار حامی دولت را منتشر خواهد کرد تا در صورت رقابت برای ریاست جمهوری پنس خوب به نظر برسد. پس از یک هفته مجادله در خصوص این ایده پنس آن را رد کرد و گفت هرچند ایجاد وبسایت جاستین با نیت خیر پیشنهاد شده بود من تصمیم به توقف پیگیری آن گرفته‌ام.

#### لایحه بازگردانی آزادی مذهبی
در ۲۶ مارس ۲۰۱۵، پنس لایحه ۱۰۱ سنای ایندیانا را با امضا تبدیل به قانون کرد. امضای این قانون با انتقاد گسترده افراد و گروه‌هایی مواجه شد که احساس می‌کردند این قانون به نحو خاصی نوشته شده که اجازهٔ تبعیض علیه اشخاص دگرباشی را می‌دهد. تیم کوک مدیرعامل اپل آن را محکوم کرد و مدیرعامل سیلزفورس گفت برنامه‌هایش برای توسعه در این ایالت را متوقف می‌کند. شهرداران سیتل و سن فرنسیسکو سفر دولتی به ایندیانا را ممنوع کردند.
پنس مکرراً از قانون دفاع کرد و بیان داشت که موضوع آن تبعیض نیست. پنس در گفتگویی با ای بی سی گفت ما این قانون را عوض نخواهیم کرد و از پاسخ به این که آیا این قانون باعث تبعیض می‌شود یا نه خودداری کرد.
در پی واکنش‌ها به این قانون، پنس در آوریل ۲۰۱۵ قانونی امضا کرد که قانون فوق را اصلاح و از تبعیض احتمالی جلوگیری می‌کرد.

#### مهاجران سوری
پنس در مارس ۲۰۱۶ تلاش کرد از اسکان مهاجران سوری در ایندیانا جلوگیری کند که در این راه ناموفق ماند.

#### معاون رئیس‌جمهور
دونالد ترامپ نامزد حزب جمهوریخواه در انتخابات ریاست‌جمهوری ۲۰۱۶ پنس را به عنوان نامزد معاونت رئیس‌جمهور معرفی کرد که به همراه وی با پیروزی در این انتخابات به معاونت رئیس‌جمهوری برگزیده شد. پنس پس از سوگند خوردن در ۲۰ ژانویهٔ ۲۰۱۷ به عنوان چهل و هشتمین معاون رئیس‌جمهور آمریکا شروع به کار کرد.
او در انتخابات ریاست جمهوری ۲۰۲۰ نیز جفت و معاون دونالد ترامپ بود که از نامزد حزب دموکرات جو بایدن و معاونش کامالا هریس شکست خورد.

## مواضع سیاسی
پنس در زمینهٔ مسایل مالی و اجتماعی محافظه کاری سرسخت، و دیدگاه‌های سیاسی او شدیداً تحت تأثیر ایمان مسیحیش و راسل کرک توصیف شده است.

### سیاست خارجی
پنس از قطعنامهٔ مشترک کنگره که اجازه اقدام نظامی علیه عراق را می‌داد حمایت کرد. این قطعنامه مواردی نظیر عدم پایبندی عراق به شرایط توافقنامه آتش‌بس ۱۹۹۱، نظیر مداخله در کار بازرسان اسلحه سازمان ملل، سرکوب بیرحمانه مردم غیرنظامیش و تخاصم عراق علیه آمریکا که از جمله با تلاش برای ترور رئیس‌جمهور جرج اچ دابلیو بوش در سال ۱۹۹۳ و آتش گشودن بر هواپیمای ائتلاف که در حال اعمال منطقه پرواز ممنوع بود را به عنوان دلایل اقدام عنوان می‌کرد.
پنس با بسته شدن بازداشتگاه گوانتانامو و محاکمه مظنونان به تروریسم در آمریکا مخالفت کرده است. پنس به عنوان جایگزین پیشنهاد کرده رزمندگان متخاصم در دادگاه نظامی محاکمه شوند.
پنس اعلام کرده از اسرائیل و حق آن برای حمله به تأسیساتی در ایران به منظور پیشگیری از توسعه سلاح‌های هسته‌ای حمایت می‌کند. او از اقدامات اسرائیل در استفاده از نیروی مرگبار در اجرای محاصره غزه حمایت کرده و اسرائیل را «محبوبترین متحد آمریکا» خوانده است.

### همجنس‌گرایی
در سال ۲۰۰۰، پنس گفت کنگره باید با هر گونه تلاشی برای به رسمیت شناختن همجنسگرایی به عنوان یک اقلیت تحت حفاظت قوانین ضد تبعیض نظیر زنان و اقلیت‌های قومی مخالفت کند. او خواهان حسابرسی شد که تضمین کند دلارهای فدرال دیگر به سازمان‌هایی که رفتارهایی را تشویق و تحسین می‌کنند که شیوع ویروس اچ آی وی را تسهیل می‌کنند داده نشوند و در عوض منابع به سوی برنامه‌های تبدیل درمانی هدایت شوند.
پنس گفته همجنسگرایان نباید در ارتش خدمت کنند و گفته همجنسگرایی با خدمت نظامی ناسازگار است زیرا حضور همجنسگرایان در رتبه‌های نظامی همبستگی واحد را تضعیف می‌کند و در سال ۲۰۱۰ گفته که برچیدن نپرس، نگو بر همبستگی واحد اثر می‌گذارد.
پنس با ازدواج و نیز اتحاد مدنی همجنس‌ها مخالف است. او هنگام نمایندگی در مجالس گفت که فروپاشی جامعه همیشه پس از زوال ازدواج و خانواده آمده است. او مدافع گنجاندن منع ازدواج همجنس در قانون اساسی بوده است.

### سقط جنین و فرزندپروری تنظیم‌شده
پنس از سال ۲۰۰۷ تلاش برای قطع بودجه دولتی برای فرزندپروری تنظیم‌شده را را با پیشنهاد قوانینی به منظور بازداشتن ارائه دهندگان خدمات سقط جنین از دریافت کمک‌های دولتی تنظیم خانواده شروع کرد.

### قمار
پنس از مدافعان وضع محدودیت‌های فدرال بر قمار آنلاین بوده. در سال ۲۰۰۶ او یکی از ۳۵ ارائه دهندگان طرح ۴۴۱۱، لایحه منع قمار آنلاین، و طرح ۴۷۷۷، لایحه منع قمار آنلاین بود.